# Баптизм

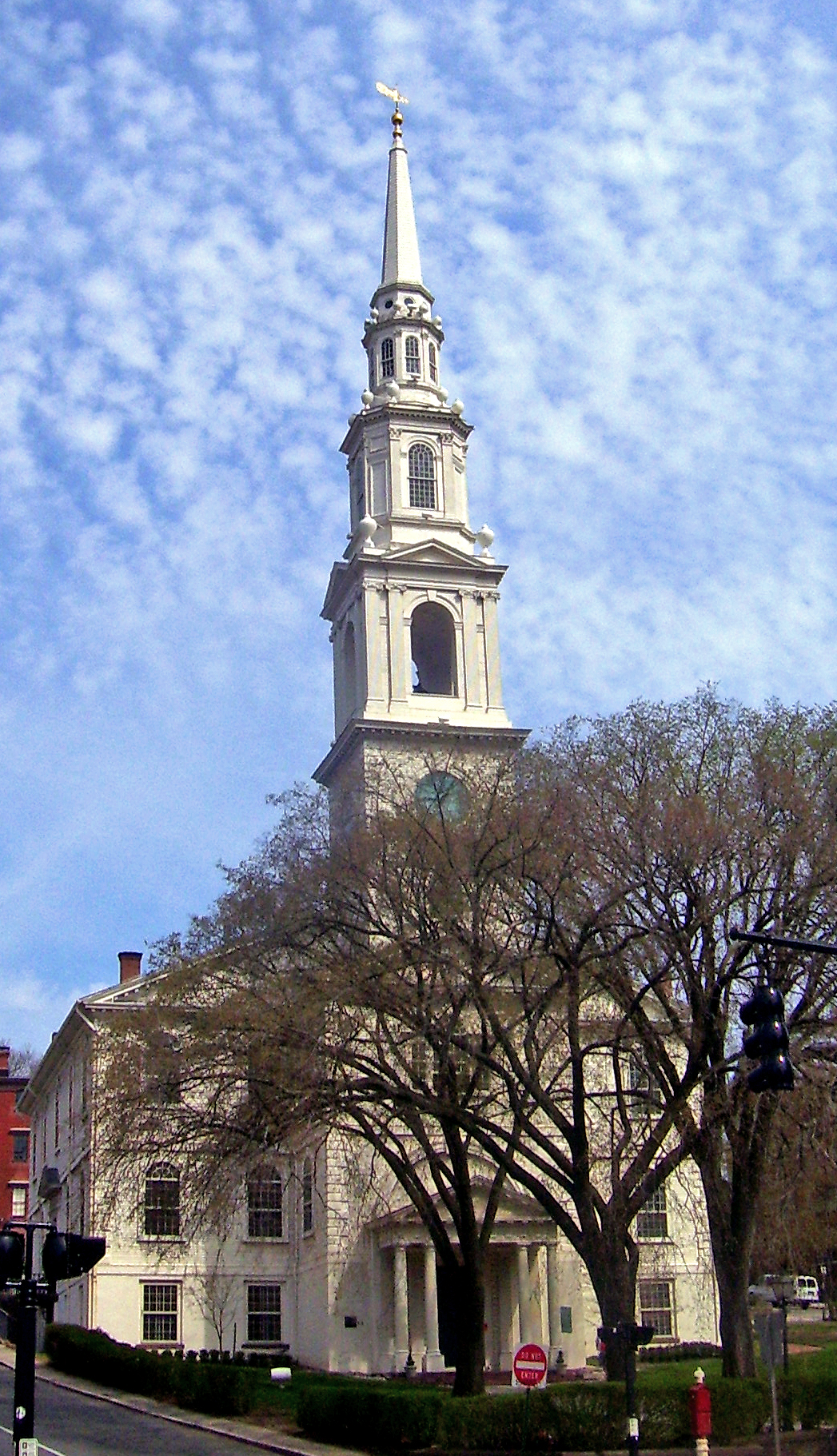
Первый баптистский дом молитвы, построен в 1774—1775 годах, Провиденс, США

Бапти́зм (от др.-греч. βάπτισμα: крещение; от βαπτίζω — «погружаю в воду») — одно из направлений протестантского христианства.
Принципиальное значение в баптизме имеет учение о добровольности и сознательности при совершении крещения («крещения по вере»), то есть при условии твёрдых христианских убеждений и отказа от греховного образа жизни. Крещение детей отвергается, членами баптистских церквей должны быть только «рождённые свыше» взрослые люди, принявшие водное крещение. Баптисты совершают крещение однократным полным погружением в воду, отвергая такие способы, как обливание и кропление.
Баптисты придерживаются конгрегационализма, когда церковь (поместная) — это самоуправляемая община «святых», независимая в духовных вопросах от светских властей и каких-либо вышестоящих баптистских организаций. Баптистам важен принцип всеобщего священства, поэтому пресвитер (пастор) общины не обладает абсолютной властью, наиболее важные вопросы решаются на церковных («братских») советах либо общих собраниях членов церкви.
На территории бывшего СССР большинство представителей этого течения относят себя к евангельским христианам-баптистам.

## Название
Слово «баптист», обозначающее последователя баптизма, происходит от греческого слова «βάπτισμα», что значит крещение и происходит, в свою очередь, от βαπτίζω — «погружаю в воду», то есть «крещу».
Давая объяснение смущавшему некоторых российских единоверцев названию «баптисты», журнал «Баптист» в самом первом номере (1907 год) отметил, что некоторые просят заменить это слово русским или библейским термином, вроде «христиане, крестящие по вере», «евангельские христиане» или подобным. Автор статьи обратил внимание, что термин «христиане» столь же нерусский и столь же греческий, что и термин «баптисты». «Название „баптист“, которое носят миллионы наших лучших братьев за границей и носят уже сотни лет, — не составляет ни греха перед Богом, ни позора перед людьми», — подчеркнул автор.

## Структура мирового баптизма
Единой мировой «Баптистской Церкви» не существует, что не противоречит баптистским теологическим представлениям о единстве Церкви Христовой, поскольку Вселенская Церковь Христова, как мистическое тело Христа (1Кор. 12:12—27), не представляется в виде единой иерархической земной организации.
Многие поместные баптистские церкви (общины) полностью автономны. Другие объединены в союзы (альянсы, ассоциации и т. д.). Значительная часть таких объединений (иногда их называют «деноминациями») входит во Всемирный союз баптистов (Всемирный баптистский альянс), другие объединения не входят (из них крупнейшее — Южная баптистская конвенция).
В РФ крупнейшими объединениями баптистских церквей являются Российский союз евангельских христиан-баптистов и Международный союз церквей евангельских христиан-баптистов. Есть более мелкие объединения, а также полностью автономные церкви.

## История

### Теории о происхождении

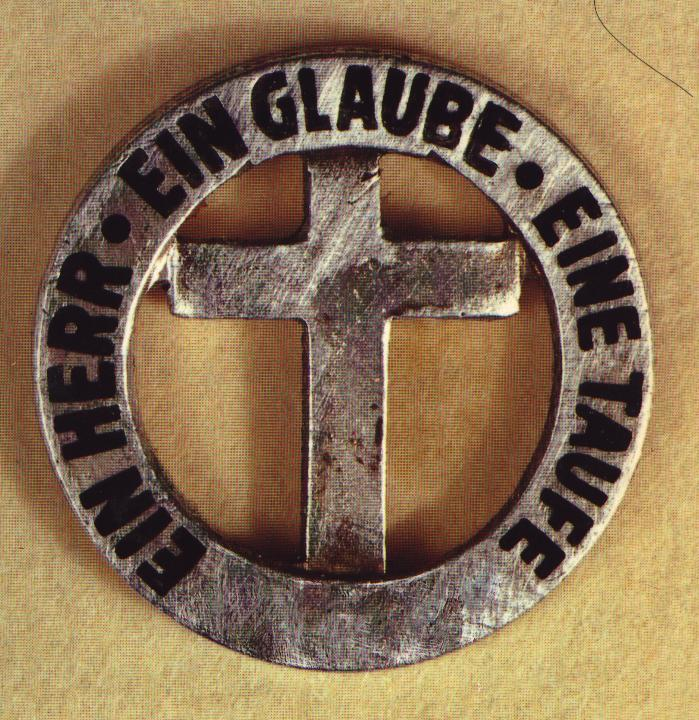
Значок немецких баптистов с цитатой из Библии: «Один Господь, одна вера, одно крещение»

Баптистский историк Брюс Гурли перечислил четыре основных взгляда на происхождение баптистов:
- Движение началось в XVII веке в среде английских пуритан (наиболее распространённая и документированная точка зрения);
- Это ответвление анабаптизма;
- Баптизм существовал во времена Христа и апостолов;
- Баптизм не только существовал во времена Христа и апостолов, но и имеет с того времени непрерывную историю[6].

«Пуританская версия»
В первой половине XVII века независимо друг от друга возникли два течения баптистов — общие (генеральные)
 и частные (партикулярные, реформатские). Общие баптисты (разделяющие взгляды Якоба Арминия) считают, что смерть Христа искупила грехи всех людей, а не только круг заранее предопределённых, благодаря чему каждый человек имеет возможность решать свою дальнейшую судьбу. Частные баптисты разделяют взгляды Жана Кальвина, в частности его доктрину предопределения. Согласно этой доктрине, Христос искупил грехи только тех, кого Бог заранее предопределил ко спасению.

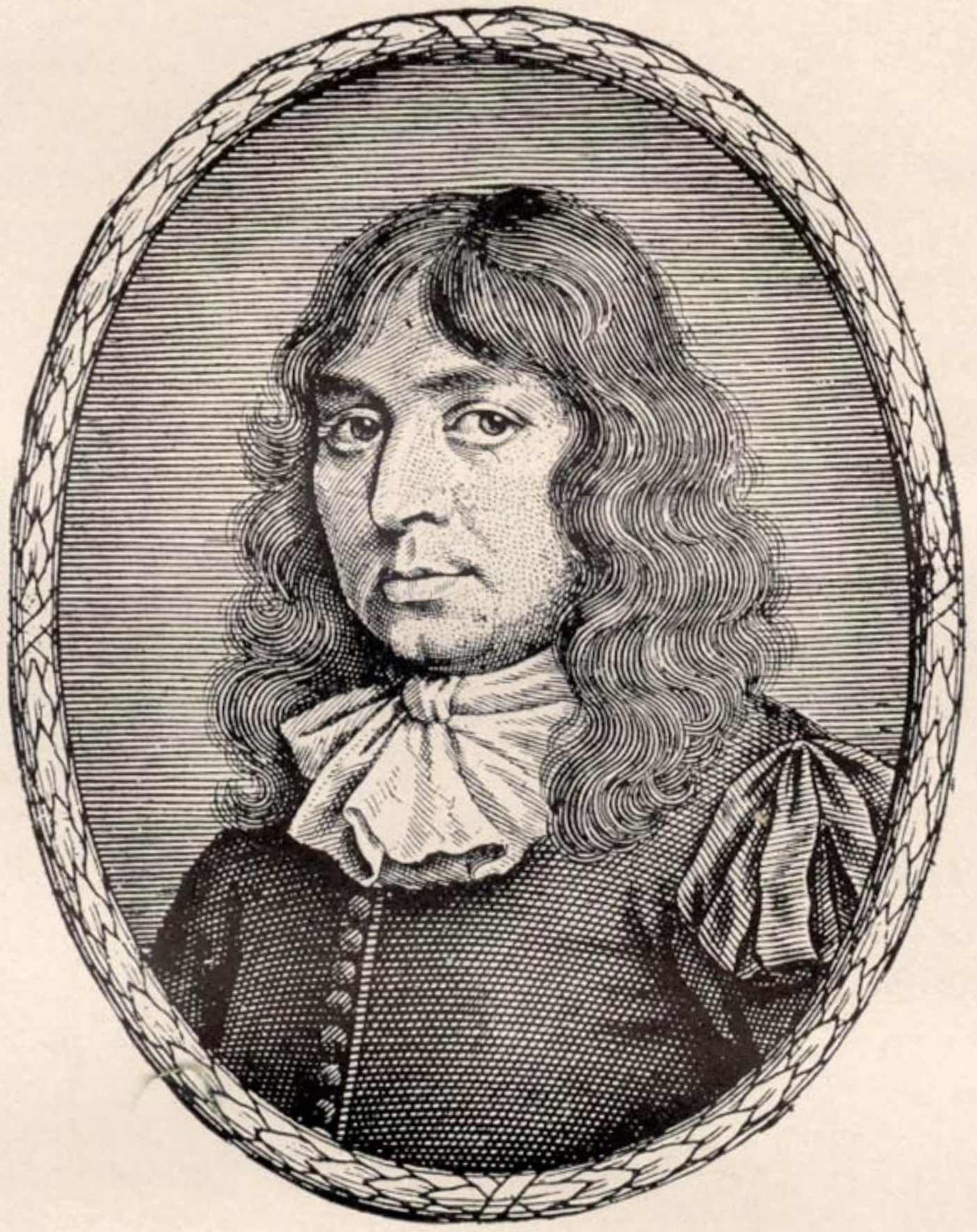
Первый баптистский пастор Джон Смит

Первая община баптистов была основана в Амстердаме в 1609 году группой английских пуритан во главе с Джоном Смитом, которая под влиянием меннонитов (умеренных анабаптистов) восприняла доктрину, отвергающую крещение младенцев. В 1611 году часть амстердамских баптистов вернулась на родину, образовав в Лондоне первую баптистскую общину Англии, где окончательно сформировались вероучение и догматы, а также возникло наименование «баптисты».
Зародившись в Европе, наибольшего развития баптистское движение достигло в Северной Америке. Основу первых баптистских общин составили изгнанники из пуританских колоний, преследуемые за высказывание взглядов о необходимости отделения церкви от государства и отказ от крещения детей. В 1639 году группой таких верующих во главе с переселенцем Роджером Уильямсом была основана новая колония Род-Айленд, где официально была провозглашена свобода вероисповедания, а в городах Провиденс и Ньюпорт основаны первые баптистские церкви. После обретения религиозной свободы баптистами была развёрнута активная миссионерская деятельность, охватывавшая, помимо белых колонистов, индейцев и чернокожее население страны. Среди последних данное исповедание получило широкое распространение, вследствие чего до настоящего времени в США существует несколько афроамериканских баптистских объединений.
В континентальной Европе баптизм практически не имел распространения до первой половины XIX века. Благодаря усилиям британских и американских миссионеров, в 20—30-е годы XIX века баптистские общины были основаны во Франции и Германии. Впоследствии, благодаря активной миссионерской политике немецких баптистов, в частности пастора И. Г. Онкена, Германия стала центром распространения баптистского учения в государствах Скандинавии и других странах Европы.
В 1905 году на 1-м Всемирном съезде баптистов в Лондоне был основан Всемирный баптистский альянс, в который к настоящему времени вошли 214 баптистских объединений, действующих практически во всех регионах мира.
«Анабаптистская версия»
По менее распространённой версии, баптисты начала XVII века находились под влиянием (но не были напрямую связаны) с континентальными анабаптистами. Согласно этой точке зрения, общие баптисты имели схожие взгляды с голландскими меннонитами (одна из многих анабаптистских групп): крещение исключительно по вере, свобода совести, отделение церкви от государства и арминианские взгляды на спасение, предопределение и первородный грех. Гурли отмечал, что в среде конфессиональных историков теория анабаптистского влияния в последнее время набирает популярность.
Однако отношения между баптистами и анабаптистами были довольно натянутыми. В 1624 году пять существовавших тогда баптистских церквей Лондона выступили с осуждением анабаптистов. Кроме того, первоначальная группа, связанная со Смитом и обычно считавшаяся первыми баптистами, порвала с голландскими меннонитами после короткого периода общения.
Представления об «изначальности» и «преемственности» баптизма
Ранее баптистские историки утверждали, что баптисты существовали со времён Христа, однако в 1859 году Южная баптистская конвенция приняла резолюцию, отвергающую это мнение. Такой взгляд часто связывают с брошюрой Дж. М. Кэррола «Кровавый след», опубликованной в 1931 году. Среди других баптистских авторов, придерживавшихся этой точки зрения, — Чарльз Сперджен, Джона Т. Кристиан, Томас Кросби и другие.

### В России

Баптистское водное крещение, Минусинск, 1907

Непосредственными предшественниками баптизма в Российской империи было движение штундистов, позднее почти целиком влившееся в баптизм, и движение молокан, также в значительной мере поглощённое баптизмом. Ряд исследователей считают российский баптизм результатом эволюции русских протестантских сект, принявших упорядоченное баптистское богословие. Некоторые исследователи, например Марина Каретникова, считали, что корни русского баптизма следует искать (через русские секты, а ранее — беспоповцев) в расколе Русской православной церкви XVII века.
Со второй половины XIX века распространению баптизма в России способствовал изданный Синодальный перевод Библии.
На первоначальном этапе основными регионами появления баптистских общин стали Кавказ, восток и юг Украины (Таврическая губерния и Херсонская губерния). В 1884 году был создан первый Союз русских баптистов, просуществовавший до середины 1930-х годов. Близкое по вероучению движение евангельских христиан сформировалось в Санкт-Петербурге. По оценке религиоведа Льва Митрохина, в 1912 году «в России насчитывалось около 120 тыс. частных баптистов и 30 тыс. евангельских христиан». В 1944 году евангельские христиане и баптисты официально объединились во Всесоюзный совет евангельских христиан-баптистов (ВСЕХБ), получив наименование евангельских христиан-баптистов.

## Вероучение

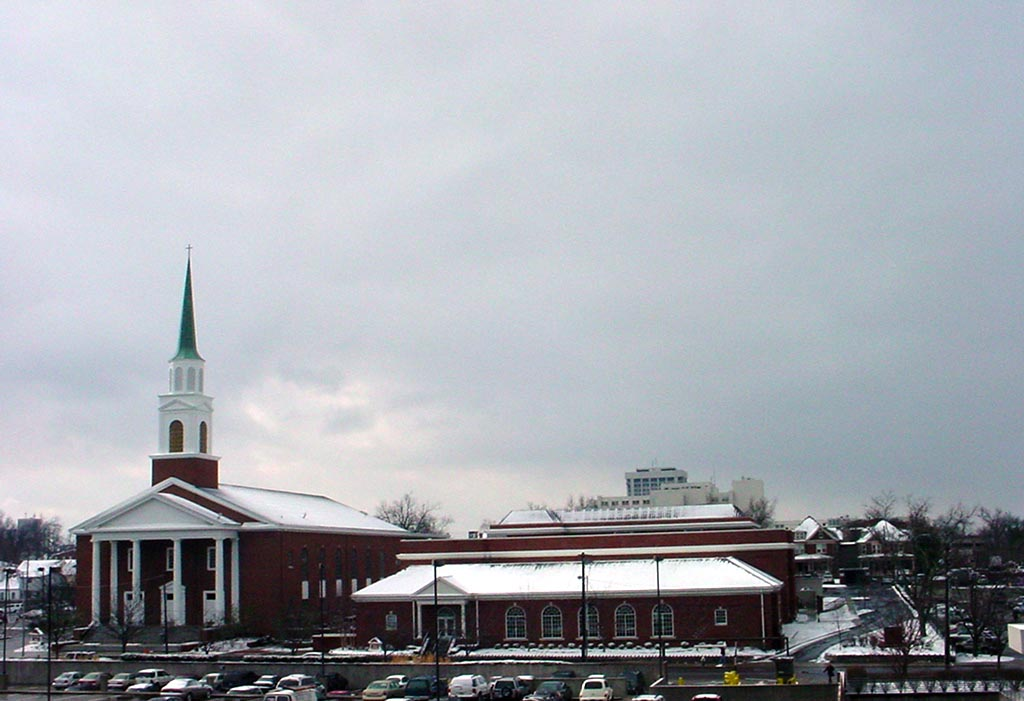
Баптистская церковь Calvary (Голгофа), Лексингтон, США

Баптисты как конфессия определяются доктринами, в которые они верят. Некоторые из доктрин совпадают с общехристианскими, другие свойственны только баптистам. В разное время разные группы баптистов принимали вероучительные документы (вероучения, вероисповедания), чтобы описать свои доктринальные различия как с другими христианскими конфессиями, так и другими группами баптистов[страница не указана 1409 дней].
Некоторые исторически значимые баптистские доктринальные документы: Лондонское баптистское исповедание веры 1689 года, Филадельфийское баптистское исповедание 1742 года, Нью-Гэмпширское баптистское исповедание веры 1833 года и др. Для России: Гамбургское вероисповедание (Вероучение Павлова), Вероучение Каргеля, Вероучение Проханова, Вероучение 1985 года.

### Общее с другими христианами
Баптисты разделяют ортодоксальные положения христианской веры, включая единство Бога; Троицу (Бога Отца, Сына и Святого Духа); необходимость в спасении для человека; благодать; Церковь; Царство Божье; Второе пришествие Иисуса Христа и Страшный суд. Они верят в такие качества Иисуса Христа, как непорочное зачатие, безгрешность и чудеса, распятие, погребение и телесное воскресение Иисуса Христа.
Большинство баптистов считает, что крещение должно совершаться по Никейской тринитарной формуле: «Крещу тебя во имя Отца, и Сына, и Святого Духа».

### Общее с другими протестантами
Подобно иным протестантам, баптисты признают Библию в составе 66 книг Ветхого и Нового Завета Священным Писанием. Баптисты также придерживаются отличительных протестантских убеждений, таких как Sola scriptura (только Писание), Sola fide (только вера), Solus Christus (только Христос), Sola gratia (только благодать) и Soli Deo gloria (только Богу слава).

### Общепринятое у баптистов

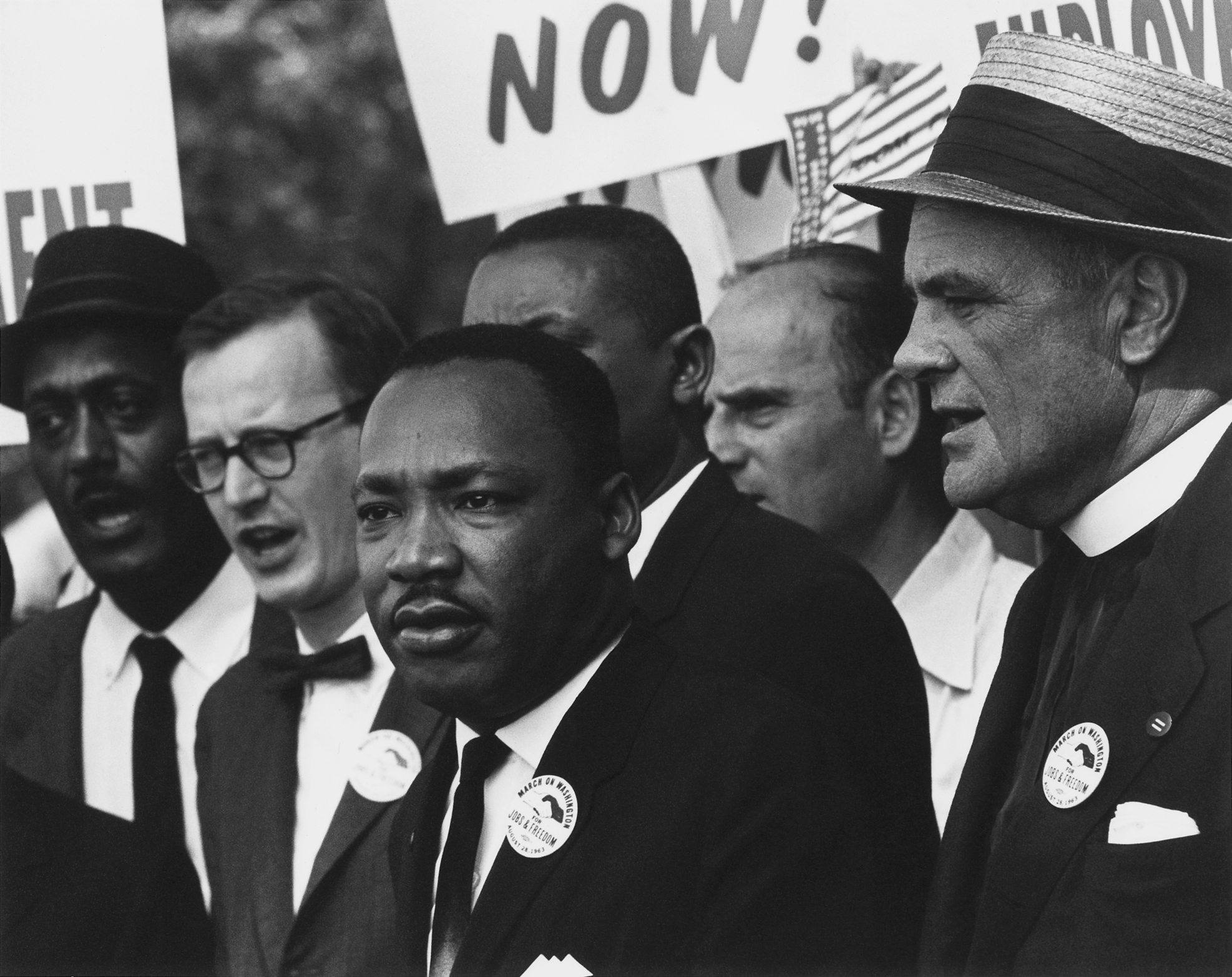
Баптистский пастор Мартин Лютер Кинг на марше в защиту гражданских прав в Вашингтоне, 1963

#### Семь принципов баптизма
1-м Всемирным съездом христиан-баптистов в Лондоне в 1905 году в качестве основы вероучения был утверждён Апостольский Символ веры, а также сформулированы принципы:
1. Библия — единственный непогрешимый авторитет в делах веры и практической жизни (Sola Scriptura).
2. Церковь должна состоять только из духовно возрождённых людей. Баптисты разделяют общепротестантское мнение о единой вселенской (невидимой) церкви.
3. Крещение и Вечеря Господня преподаются только возрождённым людям.
4. Независимость поместных общин в духовных и практических вопросах (конгрегационализм).
5. Равноправие всех членов поместной общины, всеобщее священство.
6. Свобода совести для всех верующих и неверующих.
7. Отделение церкви от государства.

Сергей Санников считает, что отсутствие в официальных документах 1-го Всемирного съезда христиан-баптистов сведений о разработке и обсуждении семи принципов свидетельствует о том, что эти вероучительные положения на съезде могли быть лишь обнародованы, а не выработаны.

### Различия среди баптистов

#### Общие и частные
В баптизме существуют два основных течения: общие (генеральные, баптисты-арминиане) и
частные (партикулярные, баптисты-кальвинисты). Их разделяет понимание характера искупления грехов и «механизма» спасения. Взгляды общих баптистов близки арминианскому учению. Они считают, что Христос совершил общее искупление, то есть искупил грехи всех людей без исключения. Для спасения необходимо соучастие Божьей и человеческой воли (синергия). Частные баптисты, придерживающиеся кальвинистских воззрений, утверждают, что Христос совершил частное искупление, то есть искупил грехи только избранной части человечества. И конкретный человек спасается исключительно по воле Божьей. Первая община христиан, именовавшихся баптистами, под руководством Джона Смита придерживалась учения общих баптистов. Первая же община частных баптистов возникла в 1638 году в английском городе Саутуарк.
В России преобладают общие баптисты, близкие к арминианству. Возможно, это объясняется влиянием православного богословия со свойственным ему синергизмом. В США преобладают частные баптисты-кальвинисты. При этом в одном церковном объединении могут быть представители обоих течений, как, например, в Южной баптистской конвенции или Российском союзе евангельских христиан-баптистов.

#### Консерваторы и либералы
В XX веке особое значение приобрели различия между консервативным и либеральным подходами к богословию и практике церковной жизни, что в отдельных странах привело к выделению общин, придерживающихся указанных позиций, в разные объединения.
В России преобладают консервативные баптисты.

#### Другие различия
В целом баптистское движение отличается богословским разнообразием. При этом в одно баптистское объединение могут входить общины с существенными различиями в вероучении. Основными вопросами, по которым ведутся дискуссии между различными направлениями баптизма, являются учение об отделении верующих от мира, отношение к организации миссионерской работы, а также проблемы эсхатологии.
Профессор-эмерит по истории Белмонтского университета Альберт Вардин считает, что «Баптисты — это не культ с каким-то особым откровением. Это движение, которое пытается максимально приблизиться к вере и жизни Апостольской Церкви и провозгласить Евангелие Господа Иисуса Христа всем людям, в каждом народе».
От баптизма следует отличать такую протестантскую конфессию, как Братья (данкеры), иначе именуемые «немецкими баптистами», имеющую иное происхождение и обычно относимую к анабаптизму.

## Церковная жизнь

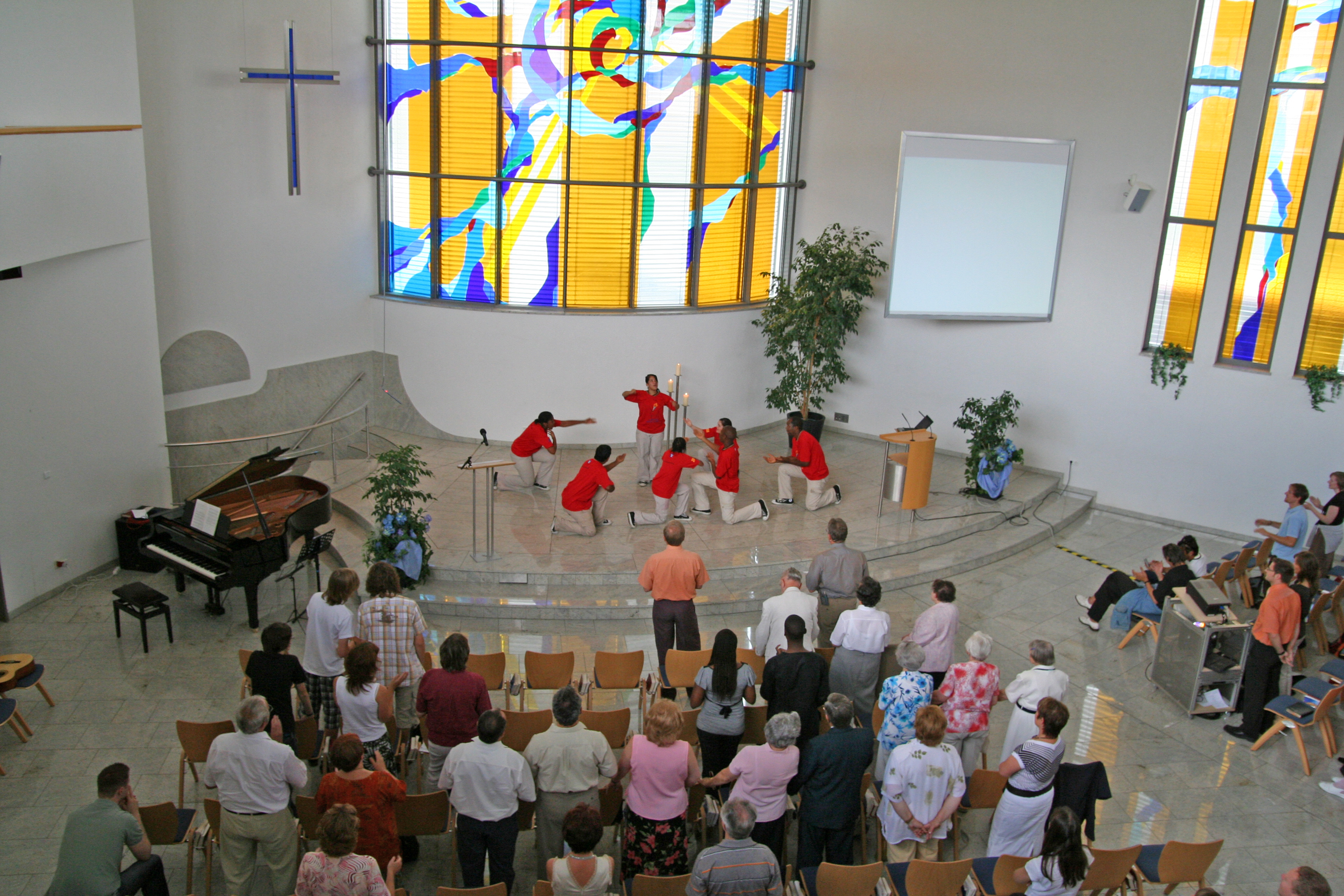
Богослужение в баптистской церкви в Нюрнберге

Главное еженедельное богослужение баптисты проводят в воскресенье, в будни могут проходить собрания, специально посвящённые молитве, изучению и обсуждению Библии и другой религиозной деятельности. Богослужения состоят из проповеди, пения в сопровождении инструментальной музыки, импровизированных молитв (своими словами), чтения духовных поэм и стихотворений.

### Членство в церквях
Политика членства варьируется из-за автономии церквей, но традиционный метод принятия в поместную церковь (общину) заключается в водном крещении верующего. Большинство баптистов считает, что крещение само по себе не спасает, но является публичным выражением покаяния и веры в Иисуса Христа. В целом баптистские церкви не имеют установленного возрастного ограничения на членство, но для крещения необходима твёрдая сознательная вера.

## В России и на постсоветском пространстве

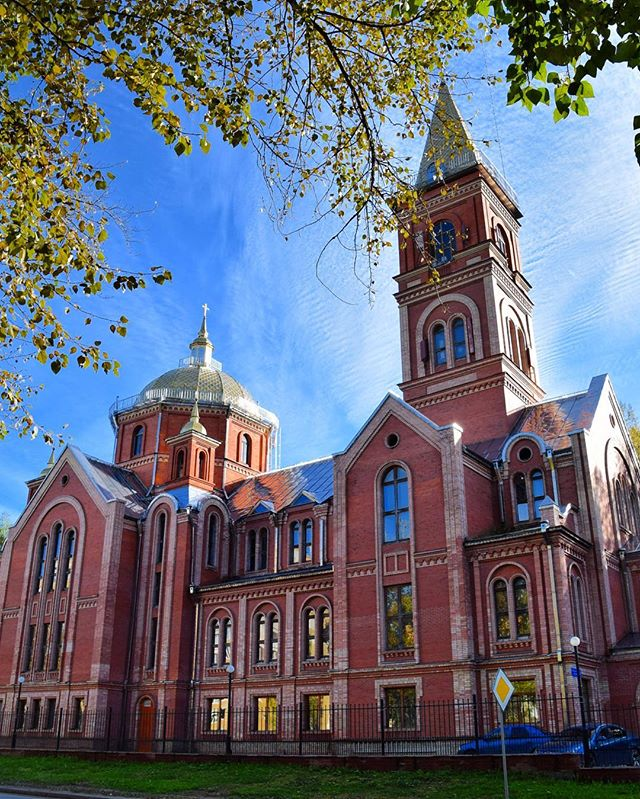
Баптистский дом молитвы в Сыктывкаре

Крупнейшее современное религиозное объединение баптистов России — Российский союз евангельских христиан-баптистов. Наряду с ним существует Международный союз церквей евангельских христиан-баптистов (бывший СЦЕХБ), ряд менее крупных объединений, а также автономных церквей, не входящих в какие-либо сообщества. Сотрудничество между РСЕХБ и другими действующими в стране христианскими объединениями, придерживающимися баптистского вероучения, осуществляется через Общественный совет евангельских христиан-баптистов. По оценке Льва Митрохина, в 2001 году в России существует примерно 2 тысячи общин, охватывающих около 250 тысяч человек.
В каждой из стран бывшего СССР действуют свои союзы и братства евангельских христиан-баптистов. Органом, координирующим их деятельность, с 1991 года является Евро-азиатская федерация союзов евангельских христиан-баптистов (ЕАФ ЕХБ). В некоторых странах дальнего зарубежья также существуют общины и объединения евангельских христиан-баптистов — эмигрантов из Российской империи / СССР и их потомков.

## В художественной литературе
Баптизму посвящены книги Юрия Грачёва «В Иродовой бездне», Николая Храпова «Счастье потерянной жизни», Григория Зинченко «Побег из Бухенвальда», Ольги Шориной «Бобылка», Татьяны Никольской «Время Маккавеев». Баптисты упоминаются в романах Шарлотты Бронте «Шерли», Марка Твена «Принц и нищий», Теодора Драйзера «Американская трагедия», Кэтрин Патерсон «Великолепная Гилли Хопкинс», Маргарет Митчелл «Унесённые ветром», «Тени исчезают в полдень» Анатолия Иванова.
Образ баптиста Алёшки отражён в повести «Один день Ивана Денисовича» Александра Солженицына.

## Статистика
Большинство баптистов принадлежит к религиозным организациям, входящим во Всемирный баптистский альянс (ВБА). ВБА издаёт официальную статистику, которая учитывает последние данные, полученные от организаций, входящих в ВБА. Таким образом, суммарная статистика включает как данные за год отчётности (по организациям, которые прислали данные за этот год), так и по некоторым организациям данные за тот год, когда в последний раз приходили данные по численности организации.
Данные Всемирного баптистского альянса на 31 декабря 2011 года:
| Регион                        | Церквей | Человек    |
| ----------------------------- | ------- | ---------- |
| Северная Америка              | 80 395  | 23 818 368 |
| Африка                        | 36 100  | 10 283 925 |
| Азия и Океания (Asia Pacific) | 31 306  | 5 356 124  |
| Южная Америка                 | 15 068  | 2 110 949  |
| Европа                        | 12 843  | 732 805    |
| Центральная Америка           | 2 589   | 156 700    |
| Карибские острова             | 2 036   | 248 702    |
| Ближний Восток                | 99      | 6 300      |
| Всего                         | 177 847 | 42 425 595 |

Ряд крупных баптистских объединений, в частности Южная баптистская конвенция США, насчитывающая свыше 16 миллионов членов, посещающих более 44 тысяч церквей, не являются членами ВБА и не входят в составляемую им статистику. Также следует помнить, что в большинстве баптистских церквей членами общины можно стать не ранее достижения подросткового возраста. Таким образом, дети из баптистских семей также не учтены в статистике.
В мире есть три региона, где баптисты являются большинством населения: штаты Миссисипи и Техас в США и, особенно (более 75 %), штат Нагаленд в Индии

## Руководители
- Президент ВБА: Пол Мсиза (Paul Msiza)[25]
- Генеральный секретарь ВБА: Элайджа Браун (Elijah Brown)
- Президент ЕАФ ЕХБ: Виктор Никодимович Крутько
- Председатель РС ЕХБ: Пётр Вальтерович Мицкевич
- Председатель МСЦ ЕХБ: Николай Степанович Антонюк

## Комментарии
1. ↑  С точки зрения баптистов водное крещение и крещение Духом Святым — два совершенно разных события. Предполагается, что те, кого поместная баптистская церковь допустила к водному крещению, уже были до этого крещены Духом.
2. ↑  Когда речь идёт о христианах, то под «святостью» понимается не безгрешие, а отделённость от «мира сего» для Бога.
3. ↑  В современном русскоязычном обществе их часто называют баптистами-арминианами.
4. ↑  В современном русскоязычном обществе их часто называют баптистами-кальвинистами.